# آب حیات (ترانه)
«آب حیات» ترانه‌ای فارسی است که حدود صد سال قدمت دارد. این ترانه توسط پروانه، خاطره پروانه، بنان، پریسا، شهرام ناظری اجرا شده‌است.